# 飯坂良明
飯坂 良明（いいざか よしあき、1926年3月30日 - 2003年10月3日）は、日本の政治学者、思想評論家。
学習院大学名誉教授。

## 略歴
富山県出身。1948年東京帝国大学法学部卒業。1951年同大学大学院特別研究生終了。
学習院大学講師、助教授、1958年教授。図書館長、法学部長、東洋文化研究所所長。
1997年定年退職し、同大学名誉教授、聖学院大学学長就任。在職中に死去。
世界宗教者平和会議日本委員会評議員、WCRP平和研究所所長、アジア宗教者平和会議事務総長を務めた。

## 著書
- 権力への抵抗 ぐろりあ 1959
- 現代社会をみる眼 日本放送出版協会 1968 (NHKブックス)
- 現代政治学 新しい社会と市民のありかた 日本放送出版協会 1968 (NHK市民大学叢書)
- キリスト者の政治的責任 新教出版社 1970 (今日のキリスト教双書)
- 孤独と断絶からの脱出 評論集 佼成出版社 1972
- 政治学 学陽書房 1975
- 日本の転換 社会づくりの理念と方策 カルティヴェイト21社 1980.11
- 宗教と現代 玉川大学出版部 1981.11
- 未来への軌跡 ある政治学者の思想と行動 四谷ラウンド 1995.9
- 新約聖書に学ぶ 聖句講解90 世界思想社 1996.11

## 共著
- 現代の政治学 井出嘉憲,中村菊男共著 学陽書房 1972
- 社会契約説　近代民主主義思想の源流 田中浩,藤原保信共編 新評論 1977.5
- ワークブック政治学 堀江湛共編 1979.6 (有斐閣選書)
- 連合政治への潮流　応答=責任民主主義をめざして 岡沢憲芙,福岡政行共著 東洋経済新報社 1979.11
- 議会デモクラシー 現代政治の危機と再生 堀江湛共編 学陽書房 1981.12
- 管理とデモクラシー 中邨章共編 学陽書房 1984.12
- 政党とデモクラシー 岡沢憲芙，富田信男共編 学陽書房 1987.2

## 翻訳
- 近代国家における自由 ハロルド・ラスキ 岩波書店 1951 (岩波現代叢書) 、岩波文庫、1974
- ロックからベンサムまで H.J.ラスキ 堀豊彦共訳 イギリス政治思想 第2 岩波現代叢書 1958
- キリスト教と政治 J.A.ハチスン 日本基督教団出版部 1961
- 信教の自由 G.ミエッジェ 日本基督教団出版部 1963 (現代と教会新書)
- ヒューマニズムの再発見  神・人間・歴史 エーリヒ・フロム 河出書房新社 1968　
  - 改題「ユダヤ教の人間観」、再改題「自由であるということ」
- イギリス連合政治への潮流 D.バトラー編 東京大学出版会 1980.2 (UP選書)
- 表現の自由を脅すもの ジョナサン・ローチ 角川選書 1996.9